# Who Killed...... The Zutons?
A 2004-es Who Killed...... The Zutons? a The Zutons debütáló nagylemeze. Szerepel az 1001 lemez, amit hallanod kell, mielőtt meghalsz című könyvben.
A lemez korai kiadásai egy bónuszlemezt tartalmaztak négy dal alternatív felvételével. Az LP-kiadás 3D-s szemüvegekkel jelent meg. Az amerikai és brit kiadásokon egy bónuszdal is szerepel, a Don't Ever Think (Too Much).
Az album összesen 36 hetet töltött a brit albumlistán, ezalatt a 9. helyig jutott.

## Az album dalai
|     | Cím                                     | Szerző(k)                      | Hossz |
| --- | --------------------------------------- | ------------------------------ | ----- |
| 1.  | Zuton Fever                             | David McCabe, The Zutons       | 3:08  |
| 2.  | Pressure Point                          | McCabe, The Zutons             | 3:16  |
| 3.  | You Will You Won't                      | McCabe, The Zutons             | 2:54  |
| 4.  | Confusion                               | McCabe, The Zutons             | 3:32  |
| 5.  | Havana Gang Brawl                       | McCabe, The Zutons             | 4:30  |
| 6.  | Railroad                                | McCabe, Sean Payne, The Zutons | 3:39  |
| 7.  | Long Time Coming                        | McCabe, The Zutons             | 2:20  |
| 8.  | Nightmare Part II                       | McCabe, The Zutons             | 3:00  |
| 9.  | Not a Lot to Do                         | McCabe, The Zutons             | 3:47  |
| 10. | Remember Me                             | McCabe, The Zutons             | 3:20  |
| 11. | Dirty Dancehall                         | McCabe, The Zutons             | 4:09  |
| 12. | Moons and Horror Shows                  | McCabe, The Zutons             | 2:36  |
| 13. | Don't Ever Think (Too Much) (bónuszdal) | McCabe, The Zutons             | 2:42  |

| 1. | Long Time Coming (alternatív felvétel)        | McCabe, The Zutons | 2:35 |
| 2. | You Will You Won't (alternatív felvétel)      | McCabe, The Zutons | 3:19 |
| 3. | Remember Me (alternatív felvétel)             | McCabe, The Zutons | 3:22 |
| 4. | Creepin' An' A Crawlin' (alternatív felvétel) | McCabe, The Zutons | 3:03 |

## Fordítás
Ez a szócikk részben vagy egészben a Who Killed...... The Zutons? című angol Wikipédia-szócikk ezen változatának fordításán alapul.  Az eredeti cikk szerkesztőit annak laptörténete sorolja fel. Ez a jelzés csupán a megfogalmazás eredetét és a szerzői jogokat jelzi, nem szolgál a cikkben szereplő információk forrásmegjelöléseként.